# Wilfried Effertz
Wilfried Effertz (* Februar 1950 in Elsdorf-Wüllenrath) war Bürgermeister der Stadt Elsdorf im Rhein-Erft-Kreis in Nordrhein-Westfalen.
Wilfried Effertz studierte nach dem Abitur Rechtswissenschaften an der Universität zu Köln. Von 1978 bis 2004 war er als Straf-, Zivil- und als Familienrichter im Amtsgericht Köln tätig.
Effertz (SPD) war von 1979 bis 2004 Ratsmitglied in seiner Heimatgemeinde. Von 1997 bis 2004 war er Kreistagsmitglied im Rhein-Erft-Kreis. Auch war er zeitweise Mitglied im Braunkohlenausschuss und Ortsvorsteher seines Wohnortes.
Ab Oktober 2004 war er nach einer Stichwahl Bürgermeister von Elsdorf. Im August 2009 wurde er knapp mit 51,23 Prozent der Stimmen wiedergewählt.
Effertz wohnt seit 1983 in Angelsdorf, ist verheiratet und hat zwei Kinder.